# مدير النظام
مدير النظام أو مسؤول النظام (بالإنجليزية: system administrator أو sysadmin)‏ هو الشخص المسؤول عن حفظ وتشغيل نظام الحاسوب و/أو شبكة حاسوب. وقد يكون مسؤولو النظام خريجي قسم تقنية المعلومات أو قسم هندسة الإلكترونيات والاتصالات.
ومهام مسؤول النظام متشعبة وتختلف بشكل كبير بين الشركات. وهم غالبا ما يتولون تنصيب، ودعم فني، وصيانة الخادم أو أي أنظمة حاسوبية، وأيضا التخطيط والتجاوب مع انقطاع الخدمة والمشاكل الأخرى. ومن المهام أيضا الاهتمام بلغة البرمجة النصية أو البرمجة الخفيفة، وإدارة مشروعات لمشروعات تابعة للأنظمة، والإشراف على أو تدريب مشغلي الحاسوب، والمستشار لمشاكل الحاسوب التي تتعدى معرفة فريق الدعم الفني. وللقيام بالمهام بشكل حسن، يجب أن يظهر مسؤول النظام مزيج من المهارات التقنية والمسؤولية.

## المهارات
ان المادة الأساسية لإدارة النظام تتضمن أنظمة الحاسوب وطرق استخدام الأشخاص لهم في الشركات. وهذا يستلزم معرفة بأنظمة التشغيل والبرمجيات التطبيقية، بالإضافة إلى حل المشكلات للأجهزة والبرامج، وأيضا معرفة غرض استعمال الأشخاص للحاسوب بالشركة.
ولكن، أهم مهارة لمسؤول النظام هي القدرة على حل المشكلات – وغالبا تحت أنواع الضغط والارغامات المختلفة. يُطلب مسؤول النظام عند مواجهة قصور أو خلل في نظام الحاسوب، ويجب أن يكون لديه القدرة على ايجاد المشكلة سريعا وكيفية حلها بشكل صحيح.
ان مسؤولي النظام ليسوا مهندسي برمجيات أو مطوري برمجيات. ليس من مهامهم تصميم أو كتابة تطبيق جديد. وبالرغم من ذلك، فيجب عليهم فهم سلوك البرمجيات حتى يستطيعوا نشره وتحديد المشكلة، وغالبا ما يكونوا على دراية عامة بالعديد من لغات برمجة المستخدمة في البرمجة أو اتمام المهام الروتينية.
وبالأخص عند التعامل مع أنظمة الإنترنت أو أنظمة الأعمال الهامة، يجب على مسئول النظام أن يكون على دراية عالية بأمن الحاسوب. وهذا لا يعني فقط تصليح البرامج، ولكن منع الأختراق والمشاكل الأمنية الأخرى بشكل وثيق. وفي بعض الشركات، إدارة أمن الحاسوب هي إدارة أمنية منفصلة مسؤولة عن الأمن العام وصيانة الجدار الناري ونظام كشف التسلل، ولكن مسئولي النظام لديه واجب عام في أمن جميع الأنظمة.

## مجالات ذات صلة
العديد من الشركات لديها وظائف تتعلق بإدارة النظام. ففي الشركات الكبرى، يوجد مناصب منفصلة ضمن قسم دعم الحاسوب أو خدمات المعلومات. وفي مجموعة صغيرة يمكن مشاركة عدد قليل من مسئولي النظام، أو حتى شخص واحد.
- مدير قاعدة بيانات يقيم نظام قاعدة بيانات، وهو مسؤول عن سلامة البيانات وكفاءة عمل النظام.
- مسؤول شبكة يحافظ على بنية الشبكة التحتية مثل أجهزة توزيع الشبكة والمسيرات، وادراك المشاكل من خلال تلك الأجهزة أو من خلال سلوك الحاسوبات المتصلة بالشبكة.
- مسؤول الأمن وهو متخصص في أمن الحاسوب والشبكة، بما في ذلك إدارة أجهزة الأمن مثل برامج الجدار الناري، بالإضافة إلى تقديم استشارات لخطوات أمنية أفضل.
- مدير موقع يعمل على خدمات خادم الويب (مثل الأباتشي وخادمات معلومات الإنترنت) والتي تسمح بالدخول الداخلي والخارجي لمواقع الإنترنت. ومن مهامه إدارة العديد من المواقع، وتطبيق الأمن، وتشكيل المكونات والبرامج الضرورية. ومن مسؤولياته أيضا إدارة التغيير.
- فريق دعم فني وهو مسؤول عن صعوبات المستخدمين الفردية مع أنظمة الحاسوب، وتقديم التعليمات، والتدريب، ومعرفة وحل المشكلات العامة.
- مشغل الحاسوب يؤدي أعمال الصيانة الروتينية كتغيير أشرطة النسخ الاحتياطية وتغيير أجهزة التخزين المُعطلة في الـ ريد. وتلك المهام غالبا ما تتطلب وجود في نفس الغرفة مع الحاسوب، وبالرغم من أن تلك المهام تتطلب مهارة أقل من مسؤول النظام، فانها تتطلب نفس مقدار الثقة، وذلك لأن المشغل مطلع على بيانات حساسة.
- مدير البريد هو المسؤول عن خادم البريد.

وفي بعض الشركات، قد يبدأ الموظف كعضو في فريق الدعم الفني أو مشغل حاسوب، ثم يكتسب الخبرة ليكون مسؤول نظام.

## التدريب
وتلك الوظيفة تختلف عن المهن الأخرى، حيث أنه لا يوجد طريق محدد للوصول إلى منصب مسؤول النظام. معظم مسؤولي النظام حصلوا على درجة علمية في التخصصات التالية: علم الحاسوب، أو تقنية المعلومات، أو هندسة الحاسوب، أو إدارة نظام المعلومات، أو حتى برنامج مدرسة تجارية. بعض المدارس لديها فروع لبرنامج علم الحاسوب التابع لها خاص بمسؤول النظام.
قدمت بعض المدارس درجة بكالوريوس في إدارة النظم. الأولى، معهد روتشستر للتكنولوجيا، وقد بدء في عام 1992. والأخرون، معهد رينسيلاربوليتكنيك، وجامعة نيو هامبشير، وكلية ماريست، وجامعة دركسل، قد قدموا مؤخرا شهادات في تقنية المعلومات. ويقدم معهد سيمبيوسيس لدراسات وبحوث الحاسوب (SICSR) ببوني، الهند، درجة الماجيستير في تطبيقات الحاسوب في تخصص إدارة النظم.
اعتبارا من عام 2008، كان لدى أربع جامعات أمريكية فقط برامج دراسات عليا في إدارة النظام، وهم: معهد روتشستر للتكنولوجيا، وكلية مدينة نيويورك للتكنولوجيا، وجامعة تافتس، وميشيغان تك. وفي النرويج، يوجد برامج إنجليزية خاصة لدرجة الماجيستير تنظمها جامعة أوسلو بالتعاون مع كلية أوسلو، تُسمى «برنامج الماجستير في إدارة الشبكة والنظام». كما تقدم جامعة أمستردام (UvA) برنامج مشابه بالتعاون مع هوجسكول فان امستردام (HvA) يُسمى «ماجستيرهندسة ونظم شبكات». ومع ذلك، تقدم العديد من المدارس الأخرى درجات عليا في مجالات مثل أنظمة الشبكات وأمن الحاسوب.
واحدة من الصعوبات الأولية في تدريس إدارة النظام كنظام جامعة رسمية، هو أن صناعة التكنولوجيا والتغيرات أسرع بكثير من عملية تصديق الدورات الدراسية والكتب المدرسية. ففي خلال السنوات التي يقضيها كتاب جديد للحصول على موافقات اللجنات، تكون التكنولوجيا التي كُتب عنها قد تغيرت بشكل ملحوظ أو عفا عليها الزمن.
وبالإضافة إلى ذلك، وبسبب الطبيعة العملية لإدارة النظام وسهولة الحصول على برنامج للخادم ذات مصدر مفتوح، يلتحق العديد من مسؤولي النظام بالمجال بعد دراسته بأنفسهم.
وبشكل عام، فمن المحبب لدى مسؤول النظام أن يكون لديه خبره في نظام الحاسوب الذي من المتوقع أن يتعامل معه. في بعض الحالات، من المتوقع أن يمتلك المرشحين شهادات في هذا المجال مثل مايكروسوفت مكسا، أو هندسة نظم معتمدة من مايكروسوفت MCSE، أو متخصص معتمد من مايكروسوفت ‏، أوبرنامج Red Hat (RHCE)، أو نوفيل CNA، أو ببللللل ‏، أو سيسكو خبير شبكات سيسكو المعتمد، أو برامج كومبتيا A+ أو كومبتيا، Sun Certified SCNA، أو Linux Professional Institute.
أحيانا، وبشكل حصري تقريبا في المواقع الصغرى، يُعطى دور مسؤول النظام لمستخدم ماهر كإضافة إلى أو استبدالا عن واجباته. على سبيل المثال، فإنه ليس من غير المألوف عن عالم الرياضيات أو معلم الحاسوب أن يكون مسؤول النظام في مدرسة ثانوية.

## مهام مسؤول النظام
قد تتضمن مهام مسؤول النظام التالي:
- تحليل سجلات النظام وتحديد المشاكل المحتملة مع أنظمة الحاسوب.
- إدخال وإدماج تكنولوجيات جديدة في مركز بيانات البيئة الموجود مسبقا.
- تنفيذ عمليات التدقيق الروتيني للنظم والبرمجيات.
- تنفيذ عمليات النسخ الاحتياطي.
- تطبيق تحديثات نظام التشغيل، والإصلاحات، وتغييرات التشكيل.
- تنصيب وتشكيل الأجهزة وبرمجية الحاسوب الجديدة.
- إضافة، أو حذف، أو تحديث معلومات حساب المستخدم، إعادة تعيين كلمات المرور، الخ.
- الرد على الاستفسارات الفنية.
- مسؤولية الأمن.
- المسؤولية عن توثيق تشكيل النظام.
- حل أي مشكلات تم الإبلاغ عنها.
- نظام ضبط الأداء.
- ضمان عمل البنية التحتية للشبكة وتشغيلها.

في الشركات الكبرى، يمكن تقسيم بعض المهام المذكورة أعلاه فيما بين مسؤولي نظام متعددين أو أعضاء في مجموعات تنظيمية مختلفة. على سبيل المثال، قد يطبق شخص (أو أشخاص) مجتهد كل تحديثات النظام، ويقوم فريق مراقبة الجودة بأداء الاختبار والتحقق، واحد أو أكثر من الكتاب التقنيين يكون مسؤول عن جميع الوثائق التقنية للشركة.
وفي المنظمات الأصغر حجما، يمكن لمسؤول النظام القيام بأي عدد من المهام في أي مجال مرتبط بالمجالات الأخرى:
- دعم فني
- مسؤول قاعدة بيانات (DBA)
- مسؤول شبكة / محلل / أخصائي
- محلل تطبيقات
- مسؤول أمن الحاسوب
- مبرمج

في الشركات الكبرى، لا يكون مسؤولي النظام مهندسي معمار النظام، أو مهندسي النظام، أو مصممي النظام. ولكن في الشركات الصغيرة، وكالعديد من أدوار هذا المجال، لا ترسيم للحدود بين إدارة النظام والأدوار الفنية الأخرى. وحتى في الشركات الكبيرة، غالبا ما يكون لدى كبار مسؤولي النظام مهارات في المجالات الأخرى نتيجة لخبراتهم العملية.
في الشركات الأصغر حجما، لا يتم تفسير الاختصاصات الحاسوبية/تقنية المعلومات بشكل موسع، ويتم استخدام مصطلح مسؤول النظام بطريقة عامة إلى حد ما—هم الأشخاص الذين يعرفون كيفية عمل أنظمة الحاسوب، وكيف يستجيب عندما يتعطل شيء ما.

## مميزات مسؤول النظام
ويمكن أيضا أن يستخدم مصطلح مسؤول النظام لوصف امتياز يجب على صاحب الحاسوب أن يحصل عليه على حاسوبه الخاص لتنفيذ إجراءات معينة حتى لو كان الحاسوب ليس جزءا من نظام أكبر.